# Cannonau di Sardegna superiore naturalmente secco
Il Cannonau di Sardegna superiore naturalmente secco era una tipologia del vino DOC Cannonau di Sardegna, la cui produzione era consentita nelle attuali Città metropolitane di Cagliari e Sassari e nelle province di Nuoro, Ogliastra e Oristano. 
Dal 2006 la tipologia non è più prevista nel disciplinare..